# Petrella (Schiff)
Die Petrella war ein deutsches Gefangenentransportschiff, das am 8. Februar 1944 vor Kreta versenkt wurde, wobei ca. 2.670 italienische Kriegsgefangene ums Leben kamen. Es war ursprünglich ein französisches Frachtschiff und stand ab dem 8. September 1943 in den Diensten der deutschen Mittelmeer-Reederei.

## Geschichte
Das Schiff wurde von der Werft Ateliers et Chantiers de la Gironde in Graville bei Le Havre gebaut. Der Stapellauf erfolgte am 23. Februar 1923. Am 10. August 1923 nahm das Schiff unter dem Namen Pasteur seinen Dienst für die Reederei Plisson et Cie de Bayonne auf. 1924 übernahm die Reederei Compagnie des Chargeurs Français die Pasteur. 1928 wurde das Schiff an die Reederei Compagnie Générale d’Armement Maritime verkauft und in Aveyron umbenannt. Von 1939 bis 1941 war die Aveyron im Besitz der Reederei Compagnie Générale Transatlantique.
Am 10. Juli 1941 requirierte die Regierung Italiens das Schiff und nannte es Capo Pino. Die Reederei Cia Genovese di Navigazione à Vapore SA aus Genua führte das operative Geschäft. Am 8. September 1943 übernahm die deutsche Mittelmeer-Reederei das Schiff.
Das Schiff wurde am 8. Februar 1944 mit 3.173 italienischen Militärinternierten an Bord vor Kreta von dem britischen U-Boot Sportsman torpediert und versenkt. Das Schiff war zum Zeitpunkt des Angriffs deutlich als Gefangenentransporter gekennzeichnet und trug die Kennung POW (prisoners of war) auf den Rumpfseiten. Ein Torpedo traf das Schiff und riss einen Teil der Bordwand auf. Gefangene versuchten nun, auf das Oberdeck zu gelangen. Angehörige der deutschen Besatzung schlugen auf die Finger von Gefangenen, welche die Ladeluken erreichten und brachen diesen die Finger. Da so der Ansturm der Gefangenen nicht zu stoppen war, begannen Offiziere Handgranaten in die Laderäume mit den Gefangenen zu werfen. Torpedoboote, die den Geleitschutz der Petrella bildeten, retteten nur die Schiffsbesatzung. Erst nach dem Verlassen des Schiffs durch die Schiffsbesatzung konnten die Gefangenen auf das Oberdeck gelangen und dann ins Wasser springen. Von den hin und her fahrenden Torpedobooten wurden die Gefangenen im Wasser nun beschossen. Schätzungsweise 2.670 von 3.173 Gefangenen kamen ums Leben.